# سماقان (نمة شير)
سماقان (بالفارسية: سمآقان) هي قرية تقع في إيران في قسم نمة شیر الريفي. يقدر عدد سكانها بـ 230 نسمة .